# Rompetrol
Rompetrol é uma companhia petrolífera sediada em Bucareste, Romênia, subsidiaria do grupo KMG International.

## História
A companhia foi estabelecida em 1974.